# Millemont
Millemont település Franciaországban, Yvelines megyében. Lakosainak száma 278 fő (2022. január 1.). Millemont Bazainville, Béhoust, Gambais, Garancières, Grosrouvre, Orgerus és La Queue-les-Yvelines községekkel határos.

## Népesség
A település népességének változása:
| Lakosok száma | 243  | 241  | 253  | 258  | 266  | 269  | 280  | 285  | 278  |
|               | 2013 | 2015 | 2016 | 2017 | 2018 | 2019 | 2020 | 2021 | 2022 |